# 우르테넨역
우르테넨역(독일어: Bahnhof Urtenen)은 스위스 베른주의 우르테넨-쇤뷜 시정촌에 있는 기차역이다. 베른-졸로투른 지역교통의 1,000 mm 미터궤 졸로투른-보르프라우펜선의 중간 정류장이다.

## 운행편
우르테넨에서 정차하는 서비스는 다음과 같다.
- 베른 S-반 S8 : 베른과 예겐스토르프 사이에서 15분 간격으로 운행한다.